# Amon Tobin
Amon Tobin (celým jménem Amon Adonai Santos de Araujo Tobin, narozen v Rio de Janeiru 7. února 1972) je brazilský hudebník, DJ a producent žijící v kanadském Montrealu. Jeho domovským vydavatelstvím je londýnský nezávislý label Ninja Tune.

## Biografie
Narodil se v brazilském Rio de Janeiru. V mládí často cestoval mezi Brazílií a Portugalskem, aby se nakonec usadil ve Velké Británii, kde se začal zajímat o hip hop, jungle a jazz. Nejprve pod jménem Cujo, které převzal z románu Stephena Kinga, vydal čtyři EP a album Adventures in foam. Pod jménem Amon Tobin pracuje od roku 1996, kdy získal smlouvu s hudebním vydavatelstvím Ninja tune.
V roce 2003 na sebe upozornil skladbou Saboteur z alba Supermodified, která se stala titulní skladbou filmu Loupež po italsku. V roce 2005 složil hudbu k počítačové hře Tom Clancy's Splinter Cell: Chaos Theory a v následujícím roce složil hudbu k maďarskému filmu György Pálfiho Taxidermia.

## Hudba
Jeho hudba je žánrově těžko zařaditelná a založená na tvořivém využití samplů a zvukových efektů. Jako zdroj samplů využívá vše od starých nahrávek, přes akustické zvuky až po rachot motocyklů. Zvuky pak různě vrství a deformuje, čímž vytváří svou vlastní kompozici. Jeho hudba často tíhne k retrojazzu, ambientu a psychedelii.

## Diskografie

### Alba
- Adventures in Foam (Ninebar, 1996) (pod jménem Cujo, znovu vydáno u Ninja Tune, 2002) en.Adventures in Foam
- Bricolage (Ninja Tune, 1997) en.Bricolage
- Permutation (Ninja Tune, 1998) en.Permutation
- Supermodified (Ninja Tune, 2000) en.Supermodified
- Out from Out Where (Ninja Tune, 2002) en.Out from Out Where
- Chaos Theory - Splinter Cell 3 Soundtrack (Ninja Tune, 2005) en.Chaos Theory - Splinter Cell 3 Soundtrack
- Foley Room (Ninja Tune, 2007) en.Foley Room
- Monthly Joints series
- ISAM (Ninja Tune, 2011) en.ISAM

### Kompilace
- Verbal Remixes & Collaborations' (2003)
- Solid Steel Presents Amon Tobin: Recorded Live (Ninja Tune, 2004)

### Singly a EP
- Curfew (1995) (pod jménem Cujo)
- The Remixes (1996) (pod jménem Cujo)
- Creatures (1996)
- Chomp Samba (1997)
- Mission (1997)
- Pirahna Breaks (1997)
- Like Regular Chickensv (Danny Breaks & Dillinja Remixes) (1998)
- 4 Ton Mantis (2000)
- Slowly (2000)
- East To West (2002)
- Verbal (2002)
- Angel Of Theft (2004) (as Player)
- The Lighthouse (2005)
- Bloodstone EP (2007)
- Kitchen Sink Remixes (2007)